# Eihei-ji
Eihei-ji (jap. 永平寺; Świątynia Wiecznego Pokoju) – jedna z dwóch głównych świątyń buddyzmu sōtō zen. Jej założycielem był Eihei Dōgen. Świątynia znajduje się w górach, około 10 km na wschód od miasta Fukui w Japonii.

## Historia
Założyciel świątyni, Eihei Dōgen, urodził się w 1200 roku. W wieku 24 lat wyjechał do Chin, gdzie praktykował zen w klasztorze Jingde na górze Tiāntóng (天童山 Tiāntóngshān; jap. Tendōzan), którego opatem był mistrz zen Tiantong Rujing (jap. Tendō Nyojō), żyjący w latach 1163–1228.
Po powrocie do Japonii w 1228, Eihei Dōgen przez trzy lata mieszkał w świątyni Kennin. Następnie przeniósł się do Kannon Dōri Kōshōhōrinji (Kōshō-ji). Dōgen chciał uczynić z Kōshō-ji klasztor, w którym praktykuje się prawdziwy buddyzm. Tam dołączył do niego m.in. Koun Ejō, jego najbliższy uczeń i jedyny spadkobierca jego Prawa.
W roku 1243, na skutek prześladowań doznanych od oficjalnych instytucji religijnych, Dōgen przeniósł się do Shii-no-Sho w prowincji Echizen (obecnie prefektura Fukui), aby wybudować świątynię w górach. Ziemię pod świątynię oraz pomoc w jej budowie otrzymał od swojego świeckiego ucznia, samuraja Hatano Yoshishige (jap. 波多野義重). Wybudowany kompleks świątynny i rekolekcyjny został nazwany Daibutsu-ji (jap.  大仏寺). W 1246 Dōgen zmienił nazwę Daibutsu-ji na Eihei-ji. Za jego życia był to niewielki klasztor składający się z kilku budynków. Po śmierci Dōgena nie wiedziano nic o właściwym projektowaniu, a nawet wykorzystaniu struktur klasztornych. Prawdopodobnie to Koun Ejō nakazał Tettsū Gikaiowi przywieźć z Chin najnowszy kodeks reguł klasztornych obowiązujący w Jingde si oraz inne kodeksy obowiązujące w kilku ważnych klasztorach chińskich. Po powrocie w 1262 roku Gikai podjął się rozbudowania Eihei-ji jako formy wdzięczności dla Dōgena, ale również i spełnienie życzeń Rujinga.
Rozbudowie klasztoru i działalności wczesnej wspólnoty mnisiej towarzyszyły dwie idee: pragnienie podkreślenia łączności z chińskim chanem oraz przyjęcie Eisaia Myōana jako odpowiedniego wzoru. Takie odnoszenie się do Eisaia świadczy od tym, że wyraźne różnice pomiędzy nim a Dōgenem nie były widoczne dla tych wczesnych mnichów sōtō. Tak więc obok wpływów szkoły Darumy silne były także wpływy Eisaia. Dōgen krytykował praktyki związane zarówno z Daruma-shū, jak i Eisaiem, jednak gdy wspominał o Eisaiu lub Myōzenie, wyrażał się zawsze ze czcią.
Gikai był odpowiedzialny za wzniesienie nowych budynków oraz wprowadzenie nowych rytuałów. Wybudował więc „górską bramę” (jap. sanmon) oraz dwa korytarze prowadzące od bramy po każdej jej stronie. To nadało Eihei-ji wygląd prawdziwego klasztoru, którego święte tereny były oddzielone od świeckiego świata. Brama była budynkiem piętrowym i na piętrze były przechowywane różne wyobrażenia religijne. W budynku Buddy (jap. butsudan) Gikai umieścił kilka innych wyobrażeń, m.in. trzy główne posągi Buddy Siakjamuniego z dwoma bodhisattwami, wyobrażenia lokalnych duchów opiekuńczych (jap. dojijin) i trzech patriarchów zen. Ponieważ kaplice patriarchów i duchów opiekuńczych znajdują się przy tej samej ścianie, co trójca buddyjska, prawdopodobnie również i ten budynek jest dziełem Gikaia.
Nowe rytuały skodyfikowane przez Gikaia zawierały cztery ceremonie: sezonowe śpiewanie sutr (jap. shisetsu raigi), dźwiękowe sygnalizowanie podziału nocy na 25 części (jap. shogo kōten), śpiewanie sutry po posiłkach (jap. shukuha fugin) i przyjmowanie nowo przybyłych mnichów (jap. kata gishiki). Wprowadzenie przez Gikaia ceremonii śpiewania sutr oraz kaplicy poświęconej opiekuńczym duchom do klasztoru jest często interpretowanie jako zerwanie z idealistycznym obrazem „czystego zenu” Dōgena, czyli związanego głównie z medytacją, chociaż nie jest to interpretacja właściwa, gdyż sam Dōgen opisywał praktyki poświęcone duchom opiekuńczym w rozdziale „Ango” dzieła Shōbō genzō.
Poza wewnętrznym konfliktem klasztornym „sandai sōron” (zobacz „Pierwsi opaci klasztoru” poniżej) doszło również do brzemiennego konfliktu z klasztorem Sōji, którego skutki są widoczne nawet dzisiaj. Opaci Sōji-ji wykorzystali reguły stworzone przez Keizana Jokina i wypromowali swój klasztor na największy klasztor szkoły sōtō, tworząc sieć powiązań ponad 17000 klasztorów i świątyń. Uważali więc, że to Sōji-ji powinien być głównym klasztorem (jap. honji) szkoły sōtō, a nie Eihei-ji. W czasie tego konfliktu obie strony wyprodukowały sporą ilość sprzecznych ze sobą i fałszywych dokumentów, które miały wspierać odpowiednie strony konfliktu przed władzami siogunatu. (Zobacz: Sōji-ji).
Świątynia ta pozostaje jedną z dwóch głównych świątyń sōtō zen, czyli daihonzan. Drugą świątynią jest Sōji-ji (jap.  總持寺) w dzielnicy Jokohamy, Tsurumi.
Cała świątynia była kilkakrotnie niszczona przez pożary, po których była odbudowywana. Obecnie jej najstarsza część pochodzi z 1749 roku.

## Pierwsi opaci klasztoru
Dōgen założył klasztor Eihei. Gikai go rozbudował oraz rozwinął rytuały klasztorne. Jakuen (chiń. Jiyuan) (1207–1299), chociaż nie był oficjalnie opatem tego klasztoru, tylko prowadził swój klasztor Hōkyō, wywarł na rozwój Eihei-ji wielki wpływ. Począwszy od 1314 roku, gdy opatem został jego najważniejszy uczeń Giun, spadkobiercy Dharmy Chińczyka Jakuena z Hōkyō-ji zdominowali Eihei-ji aż do około 1612 roku, gdy siogunat Tokugawów wymusił reorganizację szkoły sōtō.
1. Eihei Dōgen
2. Koun Ejō (był opatem Eihei-ji od 1253 do 1267 roku)
3. Tettsū Gikai (był opatem Eihei-ji od 1267 do ok. 1286 roku)
4. Gien (był opatem Eihei-ji od ok. 1286 do 1314 roku)
5. Giun (był opatem Eihei-ji od 1314 do 1333 roku)
6. Donki (był opatem Eihei-ji od 1333 do 1362 roku)

XV-wieczny historyk Kenkō należący do linii przekazu Jakuena w swojej pracy Hōkyō yuishoki wyraża przekonanie, że Giun mógł zostać opatem Eihei-ji po śmierci Giena z powodu tzw. „sandai sōron” – wielkiej schizmy. „Sandai” odnosi się do „trzeciego pokolenia”, natomiast „sōron” – do konfliktu lub formalnego procesu sądowego przeprowadzanego w celu rozwiązania tego konfliktu. Natura tego konfliktu do dziś pozostaje niejasna i otwarta na różne spekulacje. Kenkō informuje, że w wyniku tego konfliktu Jakuen został pośmiertnie patriarchą trzeciej generacji. Nieco więcej informacji podaje uczeń Kenkō – Kenzei. W swojej historii Eihei-ji wyjaśnia, że „sandai sōron” wydarzyła się już po śmierci Giena, w latach 1312–1314, gdy rozgorzał spór pomiędzy frakcjami uczniów Giena i uczniów Gikaia, z których każda frakcja twierdziła, że to ich mistrz był właściwym trzecim opatem klasztoru. Uczniowie Giena uważali, że skoro Gikai opuścił Eihei-ji, to tym samym utracił tytuł „trzeciego pokolenia” na korzyść Giena. Każda ze stron apelowała do siogunatu w celu uzyskania oficjalnego rozstrzygnięcia, jednak z powodu niemożności potwierdzenia żądań żadnej ze stron, zapadła pojednawcza decyzja, że zarówno Gien, jak i Gikai powinni być zredukowani do statusu byłych opatów (jap. zenjū). „Były opat” w tym kontekście jest honorowym tytułem kogoś, kto nigdy nie piastował stanowiska prawdziwego opata. Czyli Gikai nie powinien być uważany za trzeciego, a Gien za czwartego opata. To spowodowało, że Jakuen, chociaż nigdy nie był opatem Eihei-ji, został uznany trzecim opatem klasztoru.
Po przeanalizowaniu różnorodnych opisów konfliktu (np. przez mnichów rinzai Taikyoku (1421-ok. 1472), Unshō Ikkeia (1386-1463) i Tōgena Zuisena (zm. 1489)) okazuje się, że była to właściwie seria konfliktów. Pierwszym etapem była rezygnacja ze stanowiska opata przez Gikaia w 1272 roku. Etap drugi, to jego konflikt z uczniami Jakuena około 1287 roku. Trzecim etapem był konflikt pomiędzy Gienem a uczniami Gikaia w okresie 1314-1317. Uczeni spekulują również, że prawdziwą przyczyną konfliktu wcale nie były sprawy związane ze starszeństwem w klasztorze czy też następstwem opatów, ale dysputa o tym, jak najlepiej zachować i promować nauki Dōgena. Gikai i Jakuen są postrzegani jako bezkompromisowi konserwatyści, którzy pragnęli zachować wyidealizowaną wersję czystego religijnego życia bez odwołań do świeckiego wsparcia. Gikai z kolei był popularyzatorem, który działał w świecie i poświęcił się zdobywaniu jak największej ilości świeckich patronów w celu rozwijania instytucji szkoły.
Po reformie szkoły sōtō zaczęto inaczej liczyć opatów klasztoru. Jeszcze inaczej podszedł do tego Kenkō w swojej pracy Hōkyō yiushoki. Oto lista opatów zatwierdzona po reformie Tokugawy. Liczba w nawiasach to kolejność opatów według Kenkō, który odrzucił Gikaia i Giena i umieścił na liście „honorowo” Jakuena jako trzeciego opata.
- 7 (6). Iichi (do 1388 roku)
- 8 (7). Kijun (do 1400 roku)
- 9 (8). Sōgo (do 1405 roku)
- 10 (9). Eichi (do 1438 roku)
- 11 (10). Soki (do 1445 roku)
- 12 (11). Ryōkan (do 1457 roku)
- 13 (12). Kenkō (do 1468 roku) – po 100 latach opatem Eihei-ji ponownie zostaje były opat Hōkyō-ji
- 14. Kenzei (do 1474 roku)
- 15. Kōshū (do 1493 roku)
- 16. Sōen (do 1521 roku)

Z niewliczonych po reformie opatów Eihei można wymienić (nr kolejny kursywą):
- 18. Kazō Gidon (do 1453 roku)
- 21. Meiten Keiju (do 1481 roku)
- 31. Isō Chūshin (zm. 1505)

## Główne budynki
1. Sanmon (jap. 山門 Główna Brama) odbudowana w 1749, jest najstarszym budynkiem Eihei-ji. Na piętrze znajduje się sala Rakan, w której prezentowane są rzeźby, przedstawiające kazanie Buddy wygłoszone do jego pięciuset uczniów i opisane w sutrze Kegon. Na parterze, w narożnikach bramy, stoją posągi Shitennō, Czterech Niebiańskich Królów, których zadaniem jest strzec Dharmy.
2. Butsuden (jap. 仏殿 Pawilon Buddy) – budynek odbudowany w 1902 roku z kamienną podłogą i podwójnym dachem, jest kopią konstrukcji Tendo-ji, w której Dōgen praktykował w Chinach. Na głównym ołtarzu znajdują się figury Sanzonbutsu (jap. 三尊仏 Buddowie trzech okresów). Po prawej, Amida Butsu budda przeszłości, w centrum Shakyamuni Butsu, budda czasów obecnych, a na lewo Miroku Butsu, przyszły budda. Ołtarz otoczony jest rzeźbionymi fryzami, które przedstawiają buddyjskie nauki.
3. Hattō (jap. 法堂 Pawilon Dharmy) – odbywają się w niej poranne, południowe oraz wieczorne modlitwy, ważne ceremonie oraz nauki Dharmy. Budynek Hattō został odbudowany w 1843. Na głównym ołtarzu znajduje się figura Shokanzeon Bosatsu Bodhisatwa Współczucia. Przed ołtarzem stoją posążki czterech białych lwów – shishi. Obecny budynek pochodzi z 1843 roku.
4. Sōdō (jap. 僧堂 Pawilon Medytacji) to budynek gdzie mnisi praktykują zazen. Sala otoczona jest platformą zwaną tan, na której znajdują się maty tatami. Każdy mnich ma przydzielone jedno tatami o wymiarach około 1 na 2 metry, na którym medytuje, je i śpi. Rozmowy, jak również czytanie, są tu zabronione. W centrum pomieszczenia znajduje się figura Monju Bosatsu, Bodhisattwy Mądrości. Budynek odbudowano w 1902 roku.
5. Daikuin (jap. 大庫院  Wielka Kuchnia), odbudowana w 1930 roku, to trzykondygnacyjny, podpiwniczony budynek. W wielkiej kuchni przygotowuje się posiłki dla mnichów oraz gości. Wszystkie posiłki są wegetariańskie. Dōgen opisał w Tenzo Kyokun role oraz zasady, obowiązujące świątynnego kucharza.
6. Yokushitsu (jap. 浴室 Łaźnia), zgodnie z regułą mnisi golą głowy i biorą kąpiel co piąty dzień. Rano nowicjusze golą sobie wzajemnie głowy, a po południu biorą kąpiel. Przed kąpielą robią trzy pokłony i recytują sutrę przed figurą Baddabara Butsu, inaczej Kengo Daishi.
7. Tosu (jap. 東司 Toaleta). W świątyni zen, toaleta jest jednym z trzech ważnych miejsc praktyki, gdzie każdy musi zachować milczenie (pozostałe to sala medytacyjna oraz łaźnia). Dōgen, w swoim dziele Shōbōgenzō, w rozdziale Senjo opisał reguły odpowiedniego korzystania z toalety. Większość z nich jest nadal przestrzegana przez mnichów. Każda osoba wchodząca do Tosu, powinna okazać szacunek rzeźbie Ususama-myoo zwanemu również Katōkongoo, symbolizującemu oczyszczającą moc.
8. Jōyōden (jap. 承陽殿) (1881 rok) to mauzoleum Dōgena, który nosi również tytuł Koso Joyo Daishi. Na głównym ołtarzu znajdują się wizerunki oraz prochy Dōgena i jego pierwszych następców. Począwszy od prawej strony ołtarza głównego, ustawione są następne ołtarze, na których umieszczono pamiątkowe tabliczki oraz prochy wszystkich kolejnych opatów świątyni Eihei. Znajdują się tu również prochy innych duchownych, zasłużonych dla sōtō zen.
9. Shōrōdō (jap. 鐘楼堂 Dzwonnica), dzwon, który się w niej znajduje, nosi imię o bon sho (wielki brahman), symbolizuje prawdziwą naturę wszystkich istot. Dzwon jest używany cztery razy dziennie: w czasie porannego zazen, na początek południowej ceremonii, na początek i koniec wieczornego zazen oraz na zakończenie dnia. Używa się go również podczas specjalnych ceremonii.
10. Shidōden (jap. 祠堂殿 Pawilon Pamięci) – umieszczono tu tysiące tabliczek, upamiętniających zmarłych świeckich wyznawców oraz ich rodzin. Na prośbę wiernych odprawiane są tu ceremonie w intencji rodziny i przyjaciół. Nad wejściem wisi wykonany z wiśniowego drewna buddyjski różaniec (ojuzu) o długości 18 m. Został ofiarowany po zakończeniu drugiej wojny światowej przez wiernego z Nagoi jako symbol nadziei na światowy pokój.
11. Chokushimon (jap. 勅使門 Brama Cesarska) to budynek z 1839 roku. Brama ta mogła być używana jedynie przez cesarskich posłańców.
12. Chūjakumon (jap. 中雀門 Brama Chińska) prowadzi do pawilonu Butsuden.
13. Sanshōkaku (jap. 傘松閣), sufit głównej sali tego budynku z 1930, pokryty jest dwustu trzydziestoma kasetonami, na których są namalowane wizerunki ptaków i roślin. Zdobienia zostały wykonane przez 144 malarzy, między innymi Kawai Gyokudō (jap. 川合 玉堂) oraz Itō Shinsui (jap. 伊東深水). W tokonomie wisi obraz, przedstawiający górę Fuji oraz figura Hoteia. Sala używana jest do wykładów oraz zazen.
14. Kichijokaku to duży nowy budynek, w którym mieści się centrum informacyjne oraz rekolekcyjne dla świeckich, w którym mogą oni praktykować zen. Kichijokaku ma własną kuchnię, łaźnie, recepcję, pokoje rozmów. Dwa piętra przeznaczone są na sypialnie dla gości (sanrosha), sale wykładowe oraz sale do medytacji. Na czwartym piętrze jest zendō oraz pokój do przepisywania sutr dla tych, którzy zostają na dłuższą praktykę zen (sanzensha).

## Galeria

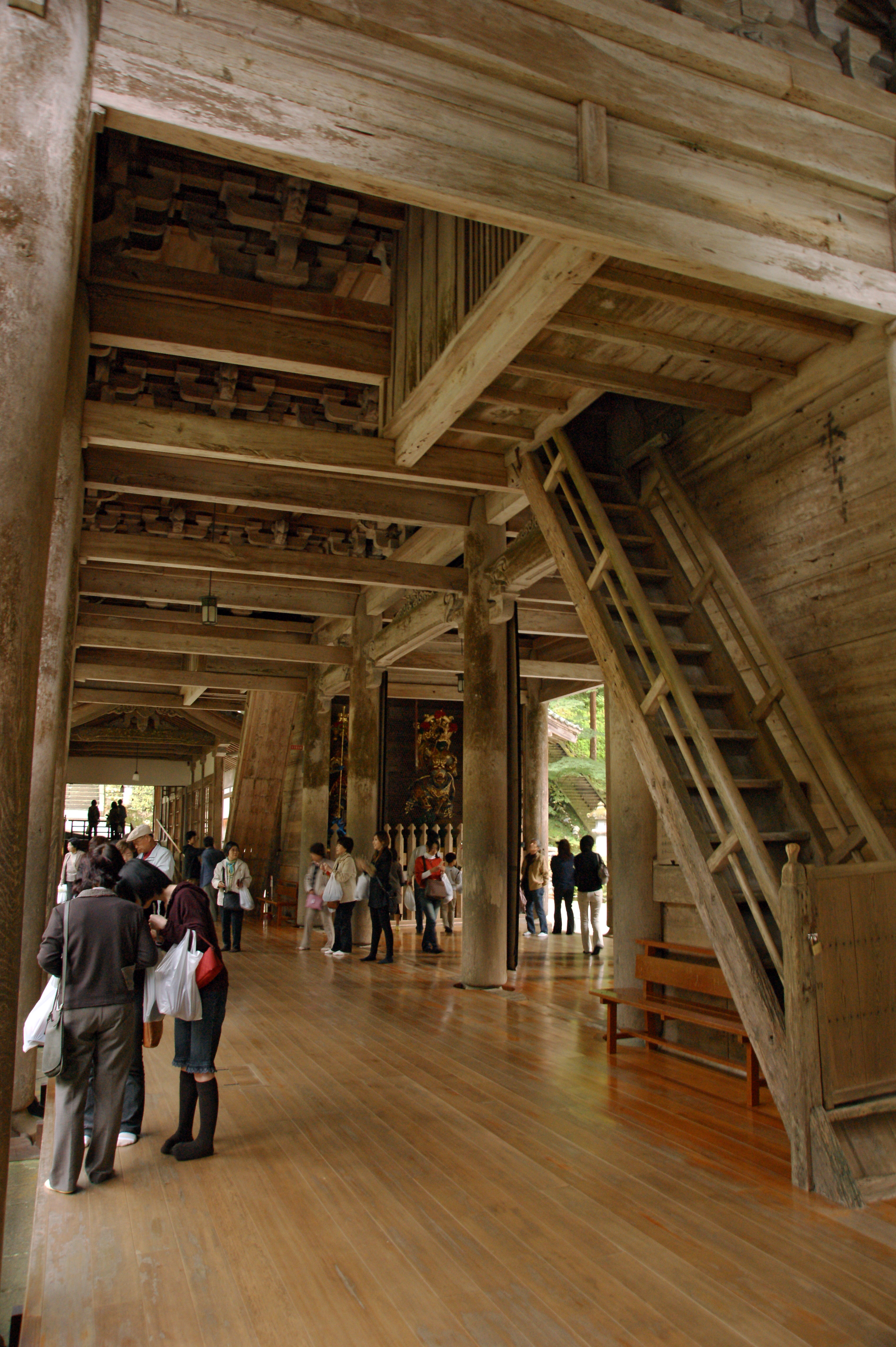
Sanmon (山門), Główna Brama – parter
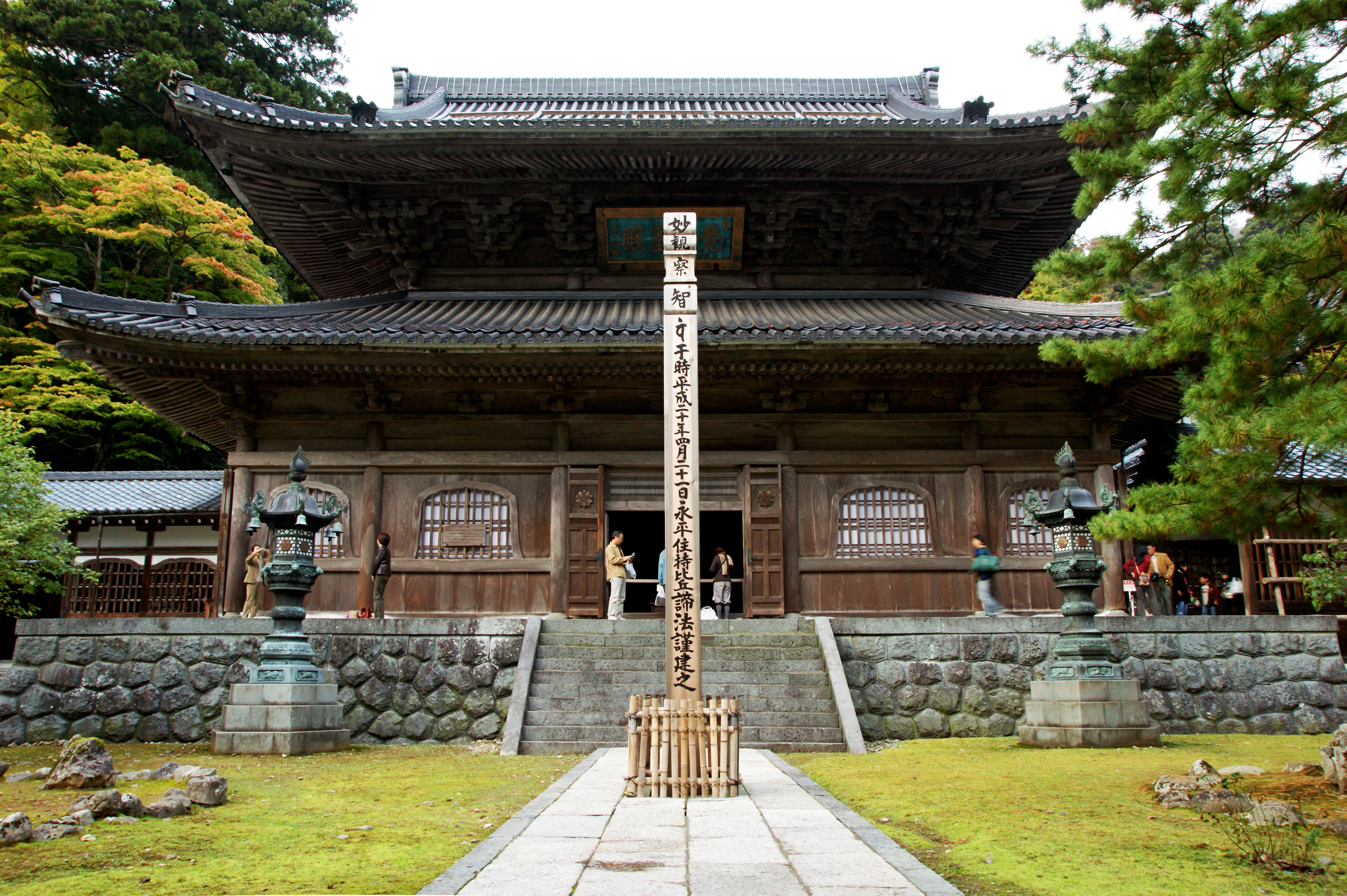
Butsuden (仏殿), Pawilon Buddy
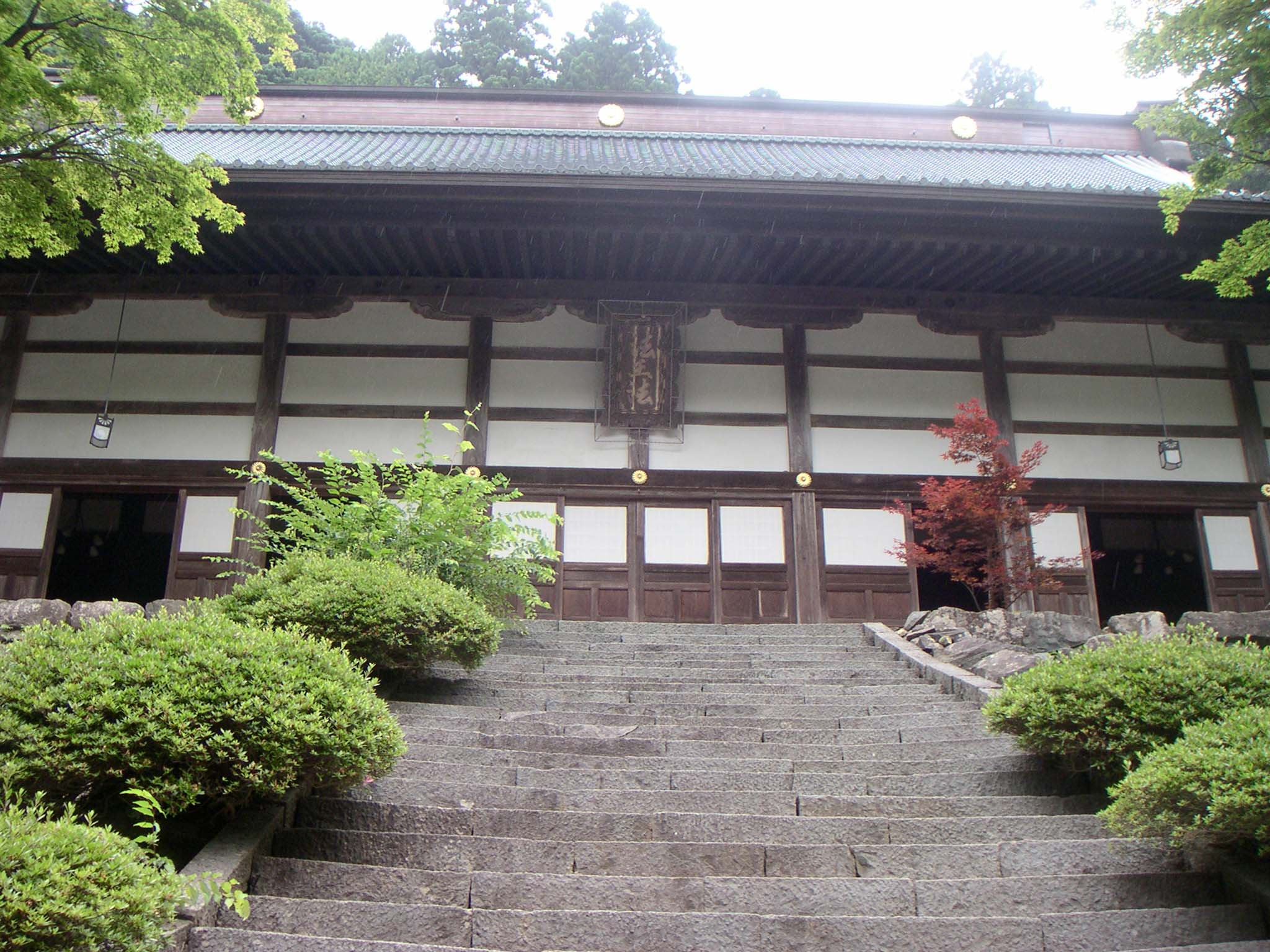
Hattō (法堂), Pawilon Dharmy
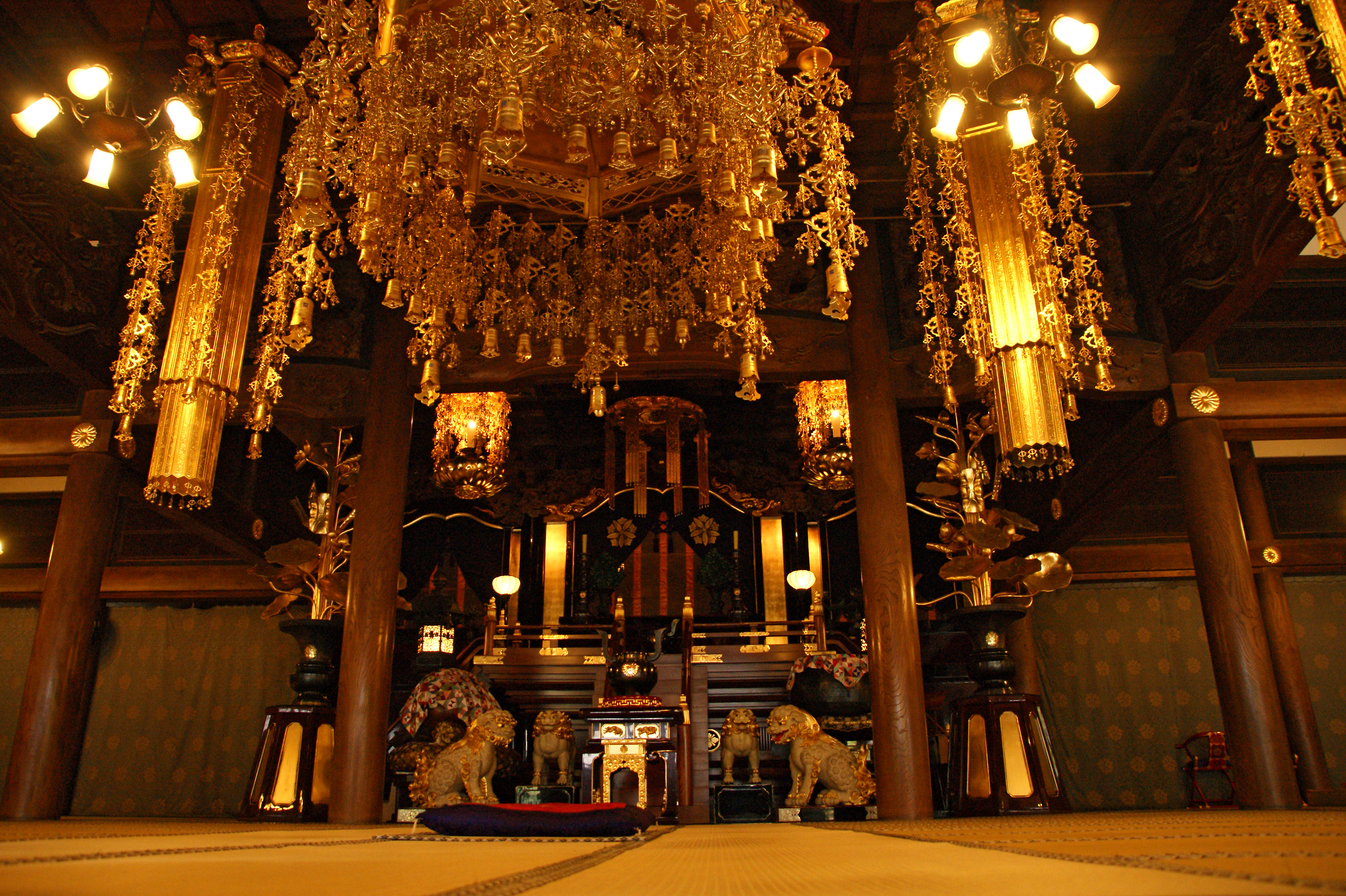
Hattō (法堂), Pawilon Dharmy – ołtarz
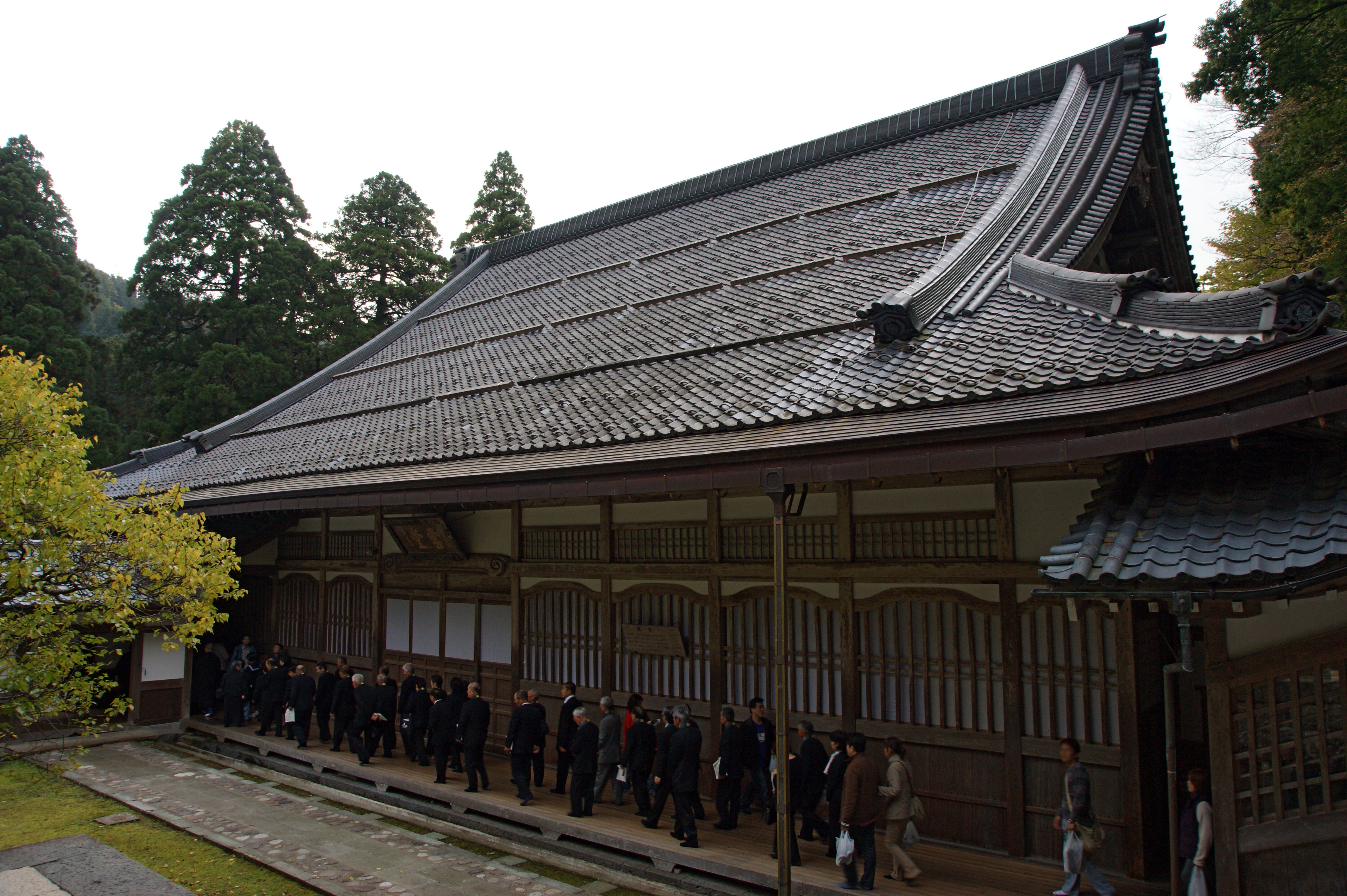
Sōdō (僧堂), Pawilon Medytacji
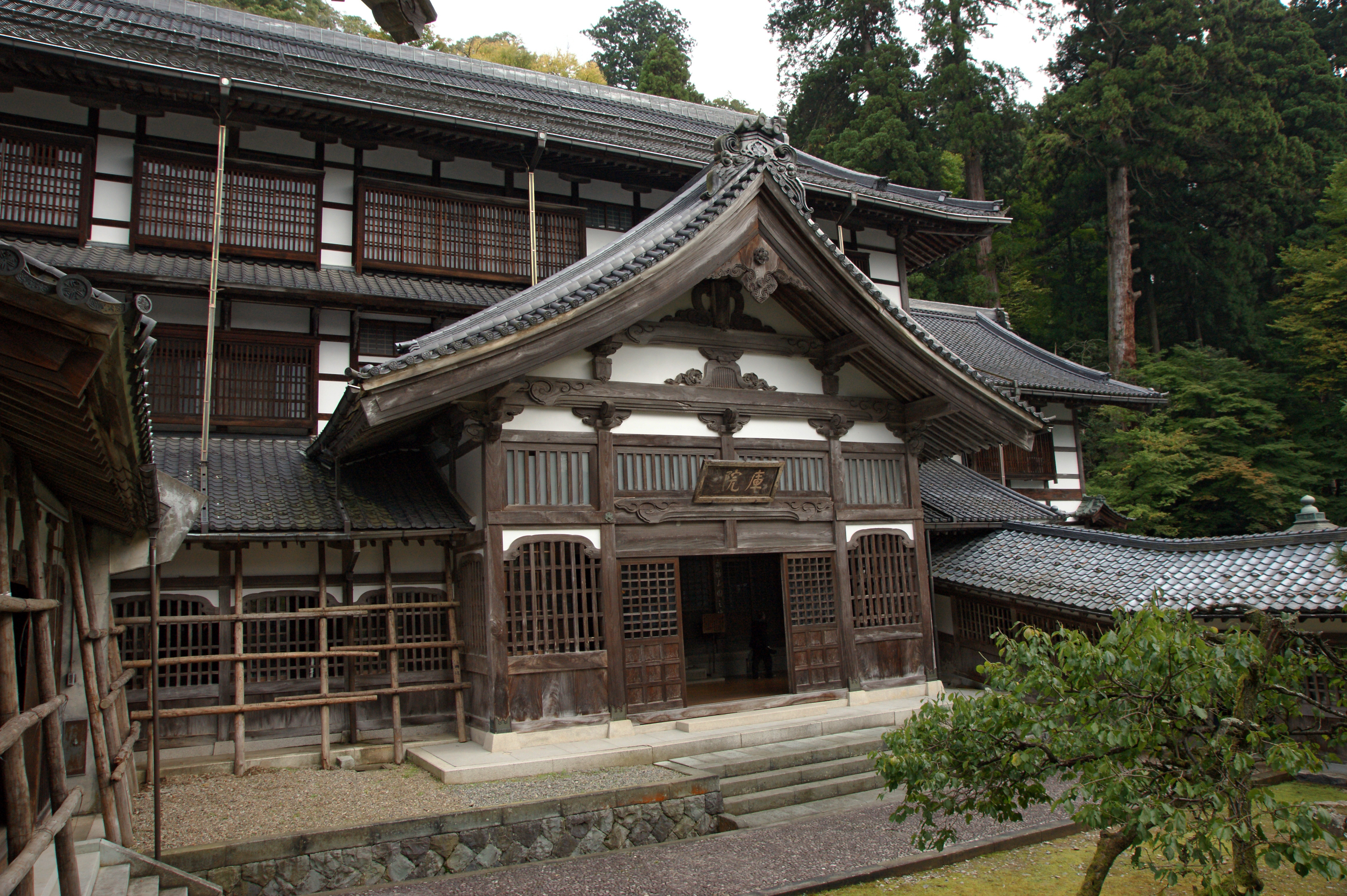
Daikuin (大庫院), Kuchnia świątynna
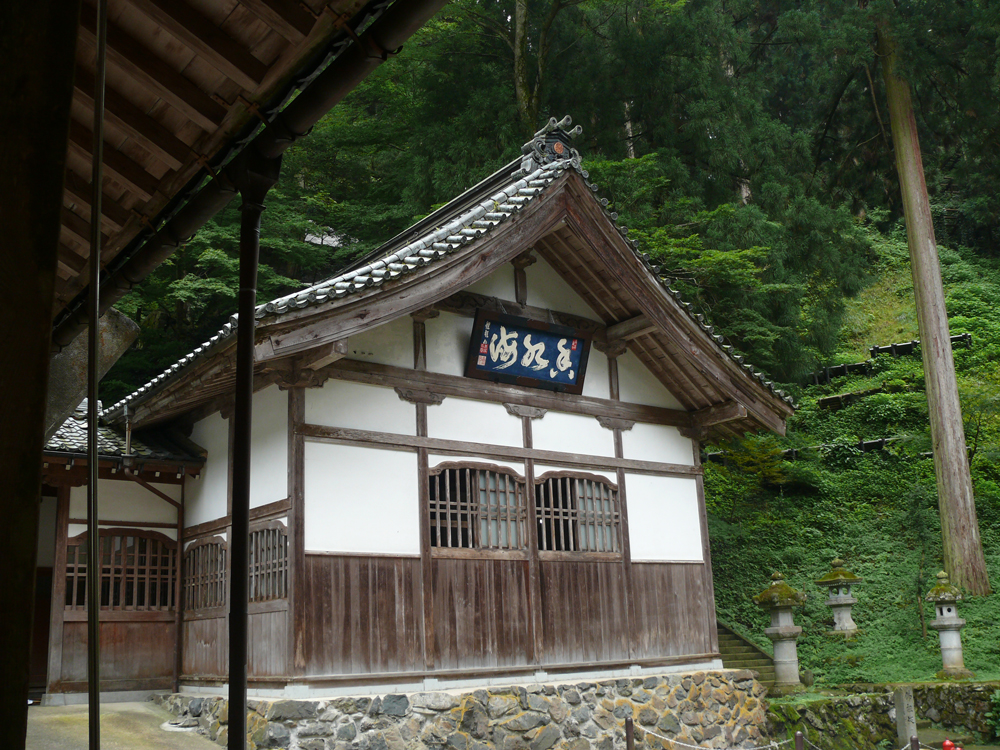
Yokushitsu (浴室), Łaźnia
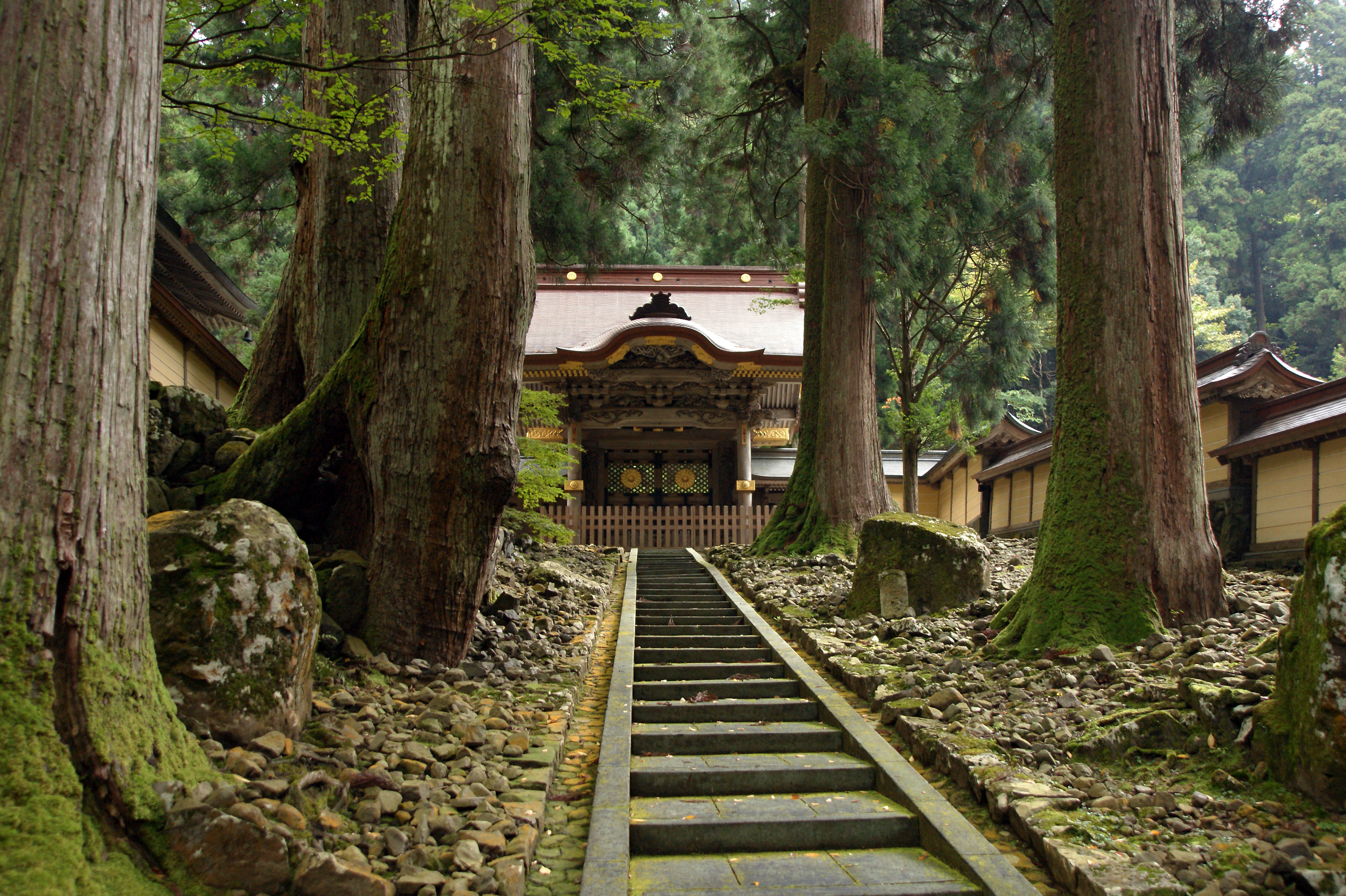
Chokushimon (勅使門), Brama Cesarska
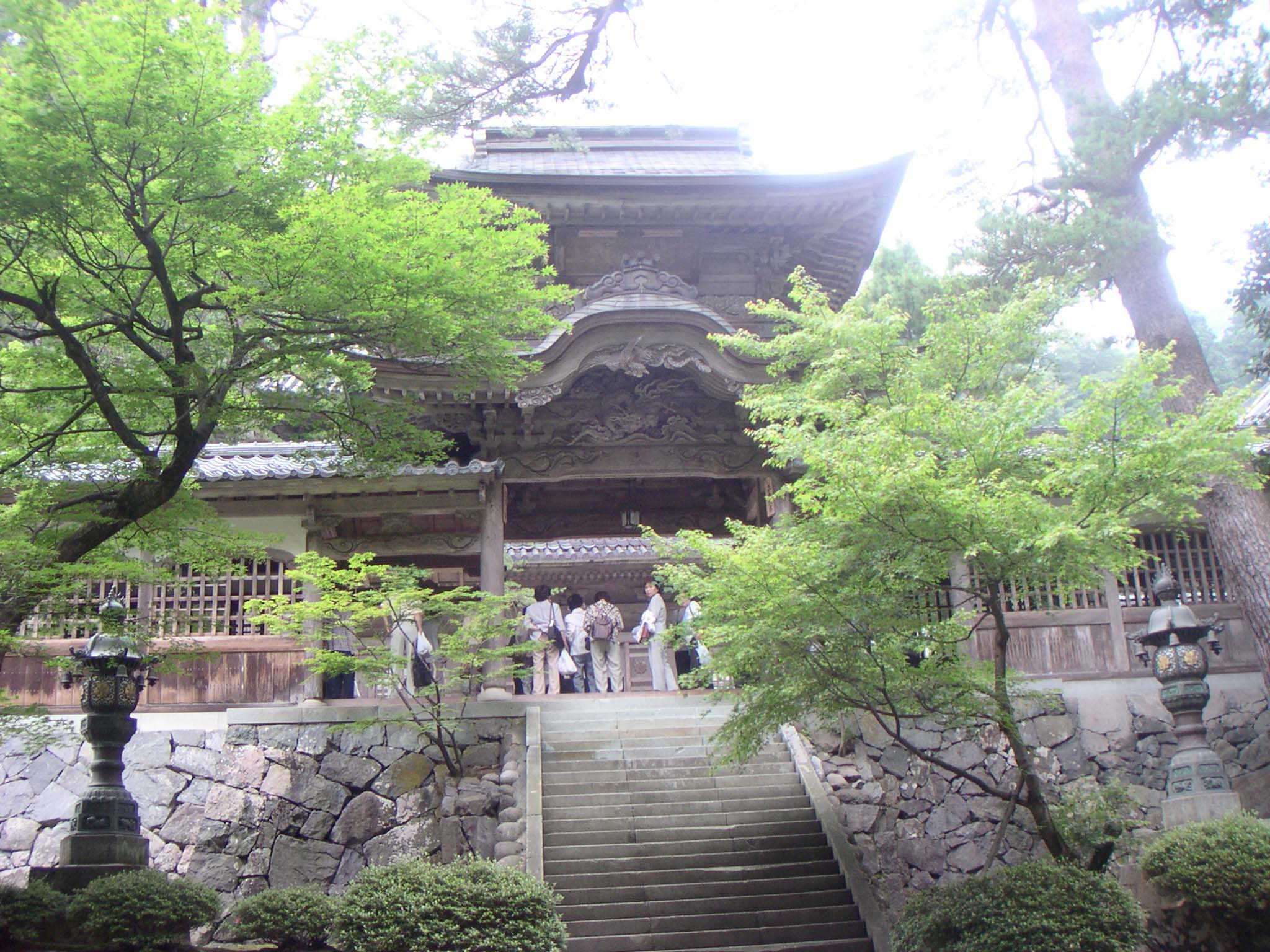
Chūjakumon (中雀門), Brama Chińska
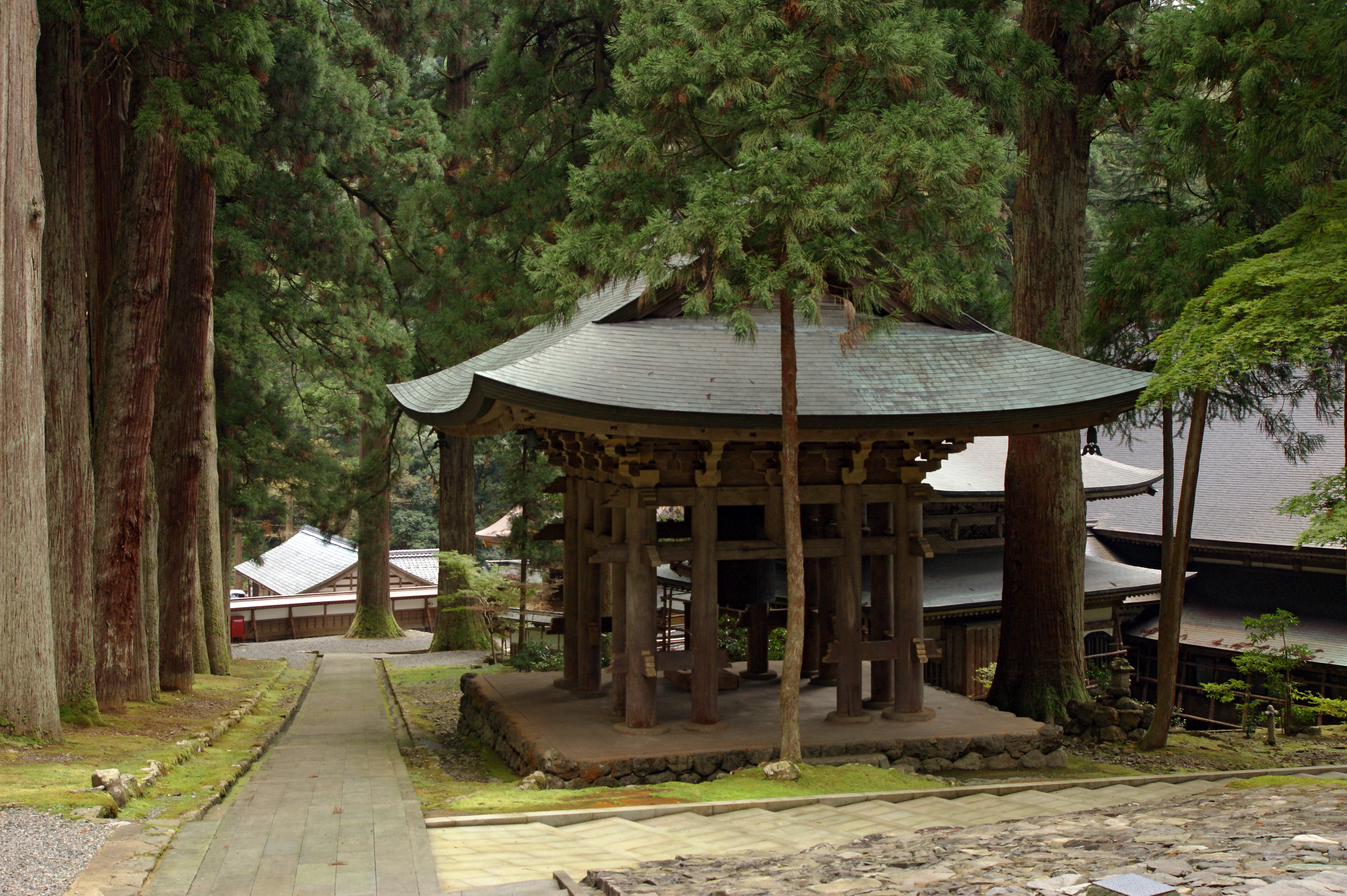
Shōrōdō (鐘楼堂), Dzwonnica
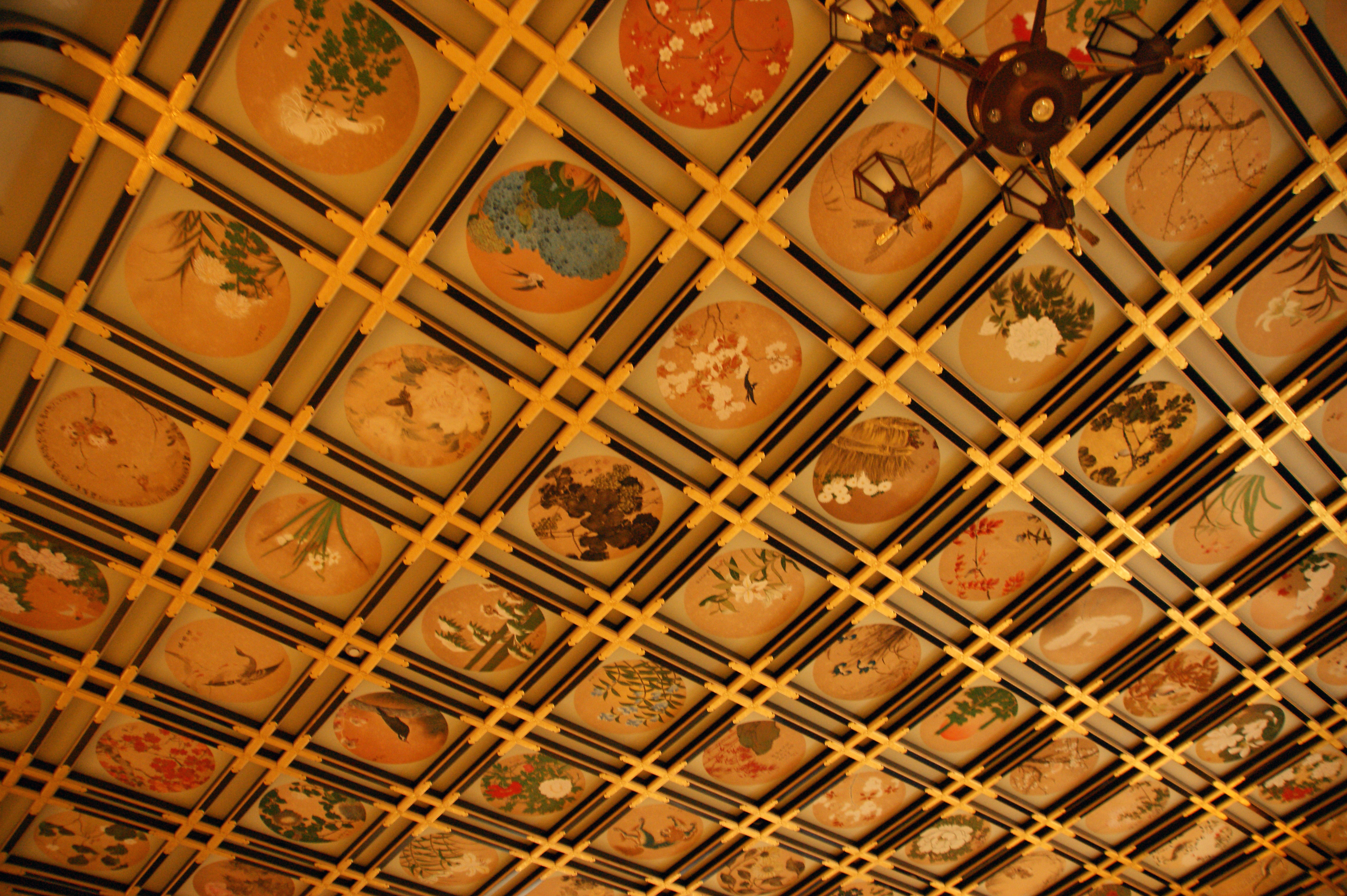
Sanshōkaku (傘松閣), Sala Gościnna – sufit
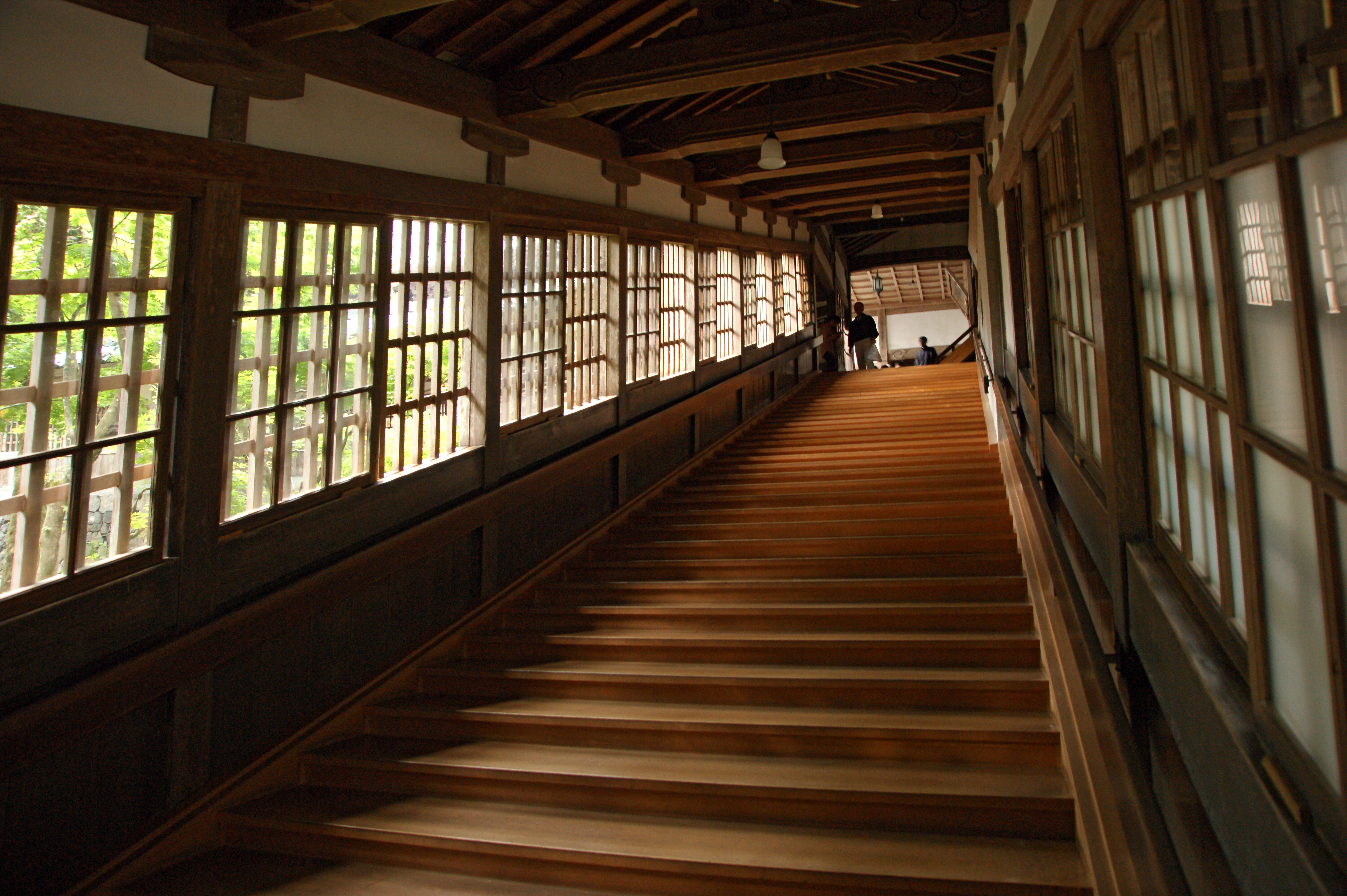
Korytarz